# Steve Gardner
Steve Gardner, diminutivo di Stephen David Gardner (Hemsworth, 7 ottobre 1958) è un ex calciatore inglese, di ruolo centrocampista.

## Carriera
Ha giocato nelle giovanili dell'Ipswich Town fino al 1975, vincendo anche una FA Youth Cup nella stagione 1974-1975; successivamente tra il 1975 ed il 1977 è stato aggregato alla prima squadra, militante nella prima divisione inglese, ma non ha mai giocato partite di campionato con il club. Dal 1977 al 1981 ha invece giocato nella seconda divisione inglese all'Oldham Athletic, con cui nell'arco di un quadriennio ha realizzato 2 reti in complessive 53 presenze nella seconda divisione inglese; tra il 1981 ed il 1982 ha invece militato nella seconda divisione svedese nel Karlskrona AIF.
Tra il 1983 ed il 1988, fatta eccezione per un breve periodo nel 1984 trascorso oltreoceano ai Dallas Sidekicks, milita poi ininterrottamente nel campionato svedese: tra il 1983 ed il 1984 segna in tutto 7 reti in 27 presenze in prima divisione con il IFK Göteborg, con cui realizza in totale anche 3 reti in altrettante presenze in Coppa dei Campioni (in particolare, segna un gol in 2 presenze nella Coppa dei Campioni 1983-1984 e 2 gol in una presenza nella Coppa dei Campioni 1984-1985); durante la sua permanenza nel club vince inoltre due campionati svedesi consecutivi ed una Coppa di Svezia (nel 1983). Tra il 1985 ed il 1988 gioca invece nel GAIS, con cui nel 1987 vince un campionato di seconda divisione (trascorrendo invece i tre rimanenti campionati in prima divisione, per un totale di 83 presenze e 24 reti in partite di campionato con la maglia del club neroverde).

## Palmarès

### Club

#### Competizioni nazionali
- Campionato svedese: 2

IFK Göteborg: 1983, 1984
- Coppa di Svezia: 1

IFK Göteborg: 1983
- Division 1: 1

GAIS: 1987

#### Competizioni internazionali
- Coppa Piano Karl Rappan: 1

IFK Göteborg: 1983

#### Competizioni giovanili
- FA Youth Cup: 1

Ipswich Town: 1974-1975